# 1924 في تركيا
فيما يلي قوائم الأحداث التي وقعت خلال عام 1924 في تركيا.

## سياسة

### انتهاء فترة المنصب
- 22 نوفمبر – عصمت إينونو رئيس وزراء تركيا.

## ظهور
- 1 يناير – رئاسة الشؤون الدينية التركية

## مواليد

### أغسطس
- 15 أغسطس – لالى أورال أوغلو

### أكتوبر
- 24 أكتوبر – فؤاد سزكين[1]

### نوفمبر
- 1 نوفمبر – سليمان دميرل سياسي تركي.[2]

## وفيات

### أكتوبر
- 25 أكتوبر – ضياء كوك ألب (مواليد 1876)[3]